# Okręgowe rozgrywki w piłce nożnej woj. białostockiego (1965/1966)
32. Edycja okręgowych rozgrywek w piłce nożnej województwa białostockiego

Okręgowe rozgrywki w piłce nożnej województwa białostockiego prowadzone są przez Białostocki Okręgowy Związek Piłki Nożnej, rozgrywane są w czterech ligach, najwyższym poziomem jest klasa okręgowa, klasa A, klasa B (3 grupy) oraz klasa C (tylko dla zespołów LZS - brak danych dotyczących ilości grup). 

Mistrzostwo Okręgu zdobyła drużyna ŁKS Start Łomża. 

Okręgowy Puchar Polski zdobyła ŁKS Start Łomża.
W okręgu białostockim wprowadzono 1 grupę dla klasy A oraz 3 grupy dla klasy B.

Od następnego sezonu reorganizacja ligi, utworzono, a właściwie przywrócono III ligę makroregionalną. Mistrz klasy okręgowej miał prawo walczyć ww eliminacjach do II ligi, natomiast wicemistrz zapewniony awans do III.
Drużyny z województwa białostockiego występujące w centralnych i makroregionalnych poziomach rozgrywkowych:
- I Liga - brak
- II Liga - brak

| Rozgrywki | Poziomy rozgrywkowe w sezonie 1965/66 | Poziomy rozgrywkowe w sezonie 1965/66     | Poziomy rozgrywkowe w sezonie 1965/66     | Poziomy rozgrywkowe w sezonie 1965/66     | Poziomy rozgrywkowe w sezonie 1965/66     | Poziomy rozgrywkowe w sezonie 1965/66     | Poziomy rozgrywkowe w sezonie 1965/66     | Poziomy rozgrywkowe w sezonie 1965/66     | Poziomy rozgrywkowe w sezonie 1965/66     | Poziomy rozgrywkowe w sezonie 1965/66     | Poziomy rozgrywkowe w sezonie 1965/66     | Poziomy rozgrywkowe w sezonie 1965/66     | Poziomy rozgrywkowe w sezonie 1965/66     | Poziomy rozgrywkowe w sezonie 1965/66     | Poziomy rozgrywkowe w sezonie 1965/66     | Poziomy rozgrywkowe w sezonie 1965/66     | Poziomy rozgrywkowe w sezonie 1965/66     | Poziomy rozgrywkowe w sezonie 1965/66     | Poziomy rozgrywkowe w sezonie 1965/66     | Poziomy rozgrywkowe w sezonie 1965/66     | Poziomy rozgrywkowe w sezonie 1965/66     | Poziomy rozgrywkowe w sezonie 1965/66     | Poziomy rozgrywkowe w sezonie 1965/66     | Poziomy rozgrywkowe w sezonie 1965/66     | Poziomy rozgrywkowe w sezonie 1965/66     | Poziomy rozgrywkowe w sezonie 1965/66     | Poziomy rozgrywkowe w sezonie 1965/66     | Poziomy rozgrywkowe w sezonie 1965/66     | Poziomy rozgrywkowe w sezonie 1965/66     | Poziomy rozgrywkowe w sezonie 1965/66     | Poziomy rozgrywkowe w sezonie 1965/66     | Poziomy rozgrywkowe w sezonie 1965/66     | Poziomy rozgrywkowe w sezonie 1965/66     | Poziomy rozgrywkowe w sezonie 1965/66     | Poziomy rozgrywkowe w sezonie 1965/66     | Poziomy rozgrywkowe w sezonie 1965/66     | Poziomy rozgrywkowe w sezonie 1965/66     | Poziomy rozgrywkowe w sezonie 1965/66     | Poziomy rozgrywkowe w sezonie 1965/66     | Poziomy rozgrywkowe w sezonie 1965/66     | Poziomy rozgrywkowe w sezonie 1965/66     | Poziomy rozgrywkowe w sezonie 1965/66     | Poziomy rozgrywkowe w sezonie 1965/66     | Poziomy rozgrywkowe w sezonie 1965/66     | Poziomy rozgrywkowe w sezonie 1965/66     | Poziomy rozgrywkowe w sezonie 1965/66     | Poziomy rozgrywkowe w sezonie 1965/66     | Poziomy rozgrywkowe w sezonie 1965/66     | Poziomy rozgrywkowe w sezonie 1965/66     | Poziomy rozgrywkowe w sezonie 1965/66     | Poziomy rozgrywkowe w sezonie 1965/66     | Poziomy rozgrywkowe w sezonie 1965/66     | Poziomy rozgrywkowe w sezonie 1965/66     | Poziomy rozgrywkowe w sezonie 1965/66     | Poziomy rozgrywkowe w sezonie 1965/66     | Poziomy rozgrywkowe w sezonie 1965/66     | Poziomy rozgrywkowe w sezonie 1965/66     | Poziomy rozgrywkowe w sezonie 1965/66     | Poziomy rozgrywkowe w sezonie 1965/66     | Poziomy rozgrywkowe w sezonie 1965/66     | Poziomy rozgrywkowe w sezonie 1965/66     |
| --------- | ------------------------------------- | ----------------------------------------- | ----------------------------------------- | ----------------------------------------- | ----------------------------------------- | ----------------------------------------- | ----------------------------------------- | ----------------------------------------- | ----------------------------------------- | ----------------------------------------- | ----------------------------------------- | ----------------------------------------- | ----------------------------------------- | ----------------------------------------- | ----------------------------------------- | ----------------------------------------- | ----------------------------------------- | ----------------------------------------- | ----------------------------------------- | ----------------------------------------- | ----------------------------------------- | ----------------------------------------- | ----------------------------------------- | ----------------------------------------- | ----------------------------------------- | ----------------------------------------- | ----------------------------------------- | ----------------------------------------- | ----------------------------------------- | ----------------------------------------- | ----------------------------------------- | ----------------------------------------- | ----------------------------------------- | ----------------------------------------- | ----------------------------------------- | ----------------------------------------- | ----------------------------------------- | ----------------------------------------- | ----------------------------------------- | ----------------------------------------- | ----------------------------------------- | ----------------------------------------- | ----------------------------------------- | ----------------------------------------- | ----------------------------------------- | ----------------------------------------- | ----------------------------------------- | ----------------------------------------- | ----------------------------------------- | ----------------------------------------- | ----------------------------------------- | ----------------------------------------- | ----------------------------------------- | ----------------------------------------- | ----------------------------------------- | ----------------------------------------- | ----------------------------------------- | ----------------------------------------- | ----------------------------------------- | ----------------------------------------- | ----------------------------------------- |
| Centralne | I poziom ligowy                       | I Liga                                    | I Liga                                    | I Liga                                    | I Liga                                    | I Liga                                    | I Liga                                    | I Liga                                    | I Liga                                    | I Liga                                    | I Liga                                    | I Liga                                    | I Liga                                    | I Liga                                    | I Liga                                    | I Liga                                    | I Liga                                    | I Liga                                    | I Liga                                    | I Liga                                    | I Liga                                    | I Liga                                    | I Liga                                    | I Liga                                    | I Liga                                    | I Liga                                    | I Liga                                    | I Liga                                    | I Liga                                    | I Liga                                    | I Liga                                    | I Liga                                    | I Liga                                    | I Liga                                    | I Liga                                    | I Liga                                    | I Liga                                    | I Liga                                    | I Liga                                    | I Liga                                    | I Liga                                    | I Liga                                    | I Liga                                    | I Liga                                    | I Liga                                    | I Liga                                    | I Liga                                    | I Liga                                    | I Liga                                    | I Liga                                    | I Liga                                    | I Liga                                    | I Liga                                    | I Liga                                    | I Liga                                    | I Liga                                    | I Liga                                    | I Liga                                    | I Liga                                    | I Liga                                    | I Liga                                    |
| Centralne | II poziom ligowy                      | II Liga                                   | II Liga                                   | II Liga                                   | II Liga                                   | II Liga                                   | II Liga                                   | II Liga                                   | II Liga                                   | II Liga                                   | II Liga                                   | II Liga                                   | II Liga                                   | II Liga                                   | II Liga                                   | II Liga                                   | II Liga                                   | II Liga                                   | II Liga                                   | II Liga                                   | II Liga                                   | II Liga                                   | II Liga                                   | II Liga                                   | II Liga                                   | II Liga                                   | II Liga                                   | II Liga                                   | II Liga                                   | II Liga                                   | II Liga                                   | II Liga                                   | II Liga                                   | II Liga                                   | II Liga                                   | II Liga                                   | II Liga                                   | II Liga                                   | II Liga                                   | II Liga                                   | II Liga                                   | II Liga                                   | II Liga                                   | II Liga                                   | II Liga                                   | II Liga                                   | II Liga                                   | II Liga                                   | II Liga                                   | II Liga                                   | II Liga                                   | II Liga                                   | II Liga                                   | II Liga                                   | II Liga                                   | II Liga                                   | II Liga                                   | II Liga                                   | II Liga                                   | II Liga                                   | II Liga                                   |
| Okręgowe  | III poziom ligowy                     | Klasa Okręgowa                            | Klasa Okręgowa                            | Klasa Okręgowa                            | Klasa Okręgowa                            | Klasa Okręgowa                            | Klasa Okręgowa                            | Klasa Okręgowa                            | Klasa Okręgowa                            | Klasa Okręgowa                            | Klasa Okręgowa                            | Klasa Okręgowa                            | Klasa Okręgowa                            | Klasa Okręgowa                            | Klasa Okręgowa                            | Klasa Okręgowa                            | Klasa Okręgowa                            | Klasa Okręgowa                            | Klasa Okręgowa                            | Klasa Okręgowa                            | Klasa Okręgowa                            | Klasa Okręgowa                            | Klasa Okręgowa                            | Klasa Okręgowa                            | Klasa Okręgowa                            | Klasa Okręgowa                            | Klasa Okręgowa                            | Klasa Okręgowa                            | Klasa Okręgowa                            | Klasa Okręgowa                            | Klasa Okręgowa                            | Klasa Okręgowa                            | Klasa Okręgowa                            | Klasa Okręgowa                            | Klasa Okręgowa                            | Klasa Okręgowa                            | Klasa Okręgowa                            | Klasa Okręgowa                            | Klasa Okręgowa                            | Klasa Okręgowa                            | Klasa Okręgowa                            | Klasa Okręgowa                            | Klasa Okręgowa                            | Klasa Okręgowa                            | Klasa Okręgowa                            | Klasa Okręgowa                            | Klasa Okręgowa                            | Klasa Okręgowa                            | Klasa Okręgowa                            | Klasa Okręgowa                            | Klasa Okręgowa                            | Klasa Okręgowa                            | Klasa Okręgowa                            | Klasa Okręgowa                            | Klasa Okręgowa                            | Klasa Okręgowa                            | Klasa Okręgowa                            | Klasa Okręgowa                            | Klasa Okręgowa                            | Klasa Okręgowa                            | Klasa Okręgowa                            |
| Okręgowe  | IV poziom ligowy                      | Klasa A - gr.I                            | Klasa A - gr.I                            | Klasa A - gr.I                            | Klasa A - gr.I                            | Klasa A - gr.I                            | Klasa A - gr.I                            | Klasa A - gr.I                            | Klasa A - gr.I                            | Klasa A - gr.I                            | Klasa A - gr.I                            | Klasa A - gr.I                            | Klasa A - gr.I                            | Klasa A - gr.I                            | Klasa A - gr.I                            | Klasa A - gr.I                            | Klasa A - gr.I                            | Klasa A - gr.I                            | Klasa A - gr.I                            | Klasa A - gr.I                            | Klasa A - gr.I                            | Klasa A - gr.I                            | Klasa A - gr.I                            | Klasa A - gr.I                            | Klasa A - gr.I                            | Klasa A - gr.I                            | Klasa A - gr.I                            | Klasa A - gr.I                            | Klasa A - gr.I                            | Klasa A - gr.I                            | Klasa A - gr.I                            | Klasa A - gr.I                            | Klasa A - gr.I                            | Klasa A - gr.I                            | Klasa A - gr.I                            | Klasa A - gr.I                            | Klasa A - gr.I                            | Klasa A - gr.I                            | Klasa A - gr.I                            | Klasa A - gr.I                            | Klasa A - gr.I                            | Klasa A - gr.I                            | Klasa A - gr.I                            | Klasa A - gr.I                            | Klasa A - gr.I                            | Klasa A - gr.I                            | Klasa A - gr.I                            | Klasa A - gr.I                            | Klasa A - gr.I                            | Klasa A - gr.I                            | Klasa A - gr.I                            | Klasa A - gr.I                            | Klasa A - gr.I                            | Klasa A - gr.I                            | Klasa A - gr.I                            | Klasa A - gr.I                            | Klasa A - gr.I                            | Klasa A - gr.I                            | Klasa A - gr.I                            | Klasa A - gr.I                            | Klasa A - gr.I                            |
| Okręgowe  | V poziom ligowy                       | Klasa B - gr.I                            | Klasa B - gr.I                            | Klasa B - gr.I                            | Klasa B - gr.I                            | Klasa B - gr.I                            | Klasa B - gr.I                            | Klasa B - gr.I                            | Klasa B - gr.I                            | Klasa B - gr.I                            | Klasa B - gr.I                            | Klasa B - gr.I                            | Klasa B - gr.I                            | Klasa B - gr.I                            | Klasa B - gr.I                            | Klasa B - gr.I                            | Klasa B - gr.I                            | Klasa B - gr.I                            | Klasa B - gr.I                            | Klasa B - gr.I                            | Klasa B - gr.I                            | Klasa B - gr.II                           | Klasa B - gr.II                           | Klasa B - gr.II                           | Klasa B - gr.II                           | Klasa B - gr.II                           | Klasa B - gr.II                           | Klasa B - gr.II                           | Klasa B - gr.II                           | Klasa B - gr.II                           | Klasa B - gr.II                           | Klasa B - gr.II                           | Klasa B - gr.II                           | Klasa B - gr.II                           | Klasa B - gr.II                           | Klasa B - gr.II                           | Klasa B - gr.II                           | Klasa B - gr.II                           | Klasa B - gr.II                           | Klasa B - gr.II                           | Klasa B - gr.II                           | Klasa B - gr.III                          | Klasa B - gr.III                          | Klasa B - gr.III                          | Klasa B - gr.III                          | Klasa B - gr.III                          | Klasa B - gr.III                          | Klasa B - gr.III                          | Klasa B - gr.III                          | Klasa B - gr.III                          | Klasa B - gr.III                          | Klasa B - gr.III                          | Klasa B - gr.III                          | Klasa B - gr.III                          | Klasa B - gr.III                          | Klasa B - gr.III                          | Klasa B - gr.III                          | Klasa B - gr.III                          | Klasa B - gr.III                          | Klasa B - gr.III                          | Klasa B - gr.III                          |
| Okręgowe  | VI poziom ligowy                      | Klasa C - (brak danych co do ilości grup) | Klasa C - (brak danych co do ilości grup) | Klasa C - (brak danych co do ilości grup) | Klasa C - (brak danych co do ilości grup) | Klasa C - (brak danych co do ilości grup) | Klasa C - (brak danych co do ilości grup) | Klasa C - (brak danych co do ilości grup) | Klasa C - (brak danych co do ilości grup) | Klasa C - (brak danych co do ilości grup) | Klasa C - (brak danych co do ilości grup) | Klasa C - (brak danych co do ilości grup) | Klasa C - (brak danych co do ilości grup) | Klasa C - (brak danych co do ilości grup) | Klasa C - (brak danych co do ilości grup) | Klasa C - (brak danych co do ilości grup) | Klasa C - (brak danych co do ilości grup) | Klasa C - (brak danych co do ilości grup) | Klasa C - (brak danych co do ilości grup) | Klasa C - (brak danych co do ilości grup) | Klasa C - (brak danych co do ilości grup) | Klasa C - (brak danych co do ilości grup) | Klasa C - (brak danych co do ilości grup) | Klasa C - (brak danych co do ilości grup) | Klasa C - (brak danych co do ilości grup) | Klasa C - (brak danych co do ilości grup) | Klasa C - (brak danych co do ilości grup) | Klasa C - (brak danych co do ilości grup) | Klasa C - (brak danych co do ilości grup) | Klasa C - (brak danych co do ilości grup) | Klasa C - (brak danych co do ilości grup) | Klasa C - (brak danych co do ilości grup) | Klasa C - (brak danych co do ilości grup) | Klasa C - (brak danych co do ilości grup) | Klasa C - (brak danych co do ilości grup) | Klasa C - (brak danych co do ilości grup) | Klasa C - (brak danych co do ilości grup) | Klasa C - (brak danych co do ilości grup) | Klasa C - (brak danych co do ilości grup) | Klasa C - (brak danych co do ilości grup) | Klasa C - (brak danych co do ilości grup) | Klasa C - (brak danych co do ilości grup) | Klasa C - (brak danych co do ilości grup) | Klasa C - (brak danych co do ilości grup) | Klasa C - (brak danych co do ilości grup) | Klasa C - (brak danych co do ilości grup) | Klasa C - (brak danych co do ilości grup) | Klasa C - (brak danych co do ilości grup) | Klasa C - (brak danych co do ilości grup) | Klasa C - (brak danych co do ilości grup) | Klasa C - (brak danych co do ilości grup) | Klasa C - (brak danych co do ilości grup) | Klasa C - (brak danych co do ilości grup) | Klasa C - (brak danych co do ilości grup) | Klasa C - (brak danych co do ilości grup) | Klasa C - (brak danych co do ilości grup) | Klasa C - (brak danych co do ilości grup) | Klasa C - (brak danych co do ilości grup) | Klasa C - (brak danych co do ilości grup) | Klasa C - (brak danych co do ilości grup) | Klasa C - (brak danych co do ilości grup) |

## Klasa Okręgowa - III poziom rozgrywkowy
| Poz. | Drużyna             | M  | Z  | R | P  | Bramki | Punkty | Opis                           |
| ---- | ------------------- | -- | -- | - | -- | ------ | ------ | ------------------------------ |
| 1    | ŁKS Start Łomża (b) | 18 | 11 | 5 | 2  | 36-15  | 27     | el.II liga / awans do III ligi |
| 2    | Włókniarz Białystok | 18 | 11 | 4 | 3  | 38-18  | 26     | awans do III ligi              |
| 3    | Husar Nurzec        | 18 | 9  | 4 | 5  | 42-26  | 22     |                                |
| 4    | Wigry Suwałki       | 18 | 8  | 4 | 6  | 25-25  | 20     |                                |
| 5    | Mazur Ełk           | 18 | 8  | 3 | 7  | 28-28  | 19     |                                |
| 6    | Puszcza Hajnówka    | 18 | 5  | 8 | 5  | 29-35  | 18     |                                |
| 7    | Pogoń Łapy (b)      | 18 | 4  | 6 | 8  | 27-33  | 14     |                                |
| 8    | Sokół Sokółka       | 18 | 5  | 3 | 10 | 25-27  | 13     |                                |
| 9    | ZKS Zambrów         | 18 | 5  | 2 | 11 | 21-35  | 12     | baraż-utrzymanie               |
| 10   | Warmia Grajewo      | 18 | 2  | 5 | 11 | 17-46  | 9      | spadek                         |

Eliminacje do II Ligi
| Poz. | Drużyna           | M  | Z | R | P | Bramki | Punkty | Opis     |
| ---- | ----------------- | -- | - | - | - | ------ | ------ | -------- |
| 1    | Warmia Olsztyn    | 10 |   |   |   | 32-5   | 18     | II liga  |
| 2    | Star Starachowice | 10 |   |   |   | 35-6   | 17     | III liga |
| 3    | Okęcie Warszawa   | 10 |   |   |   | 15-16  | 9      | III liga |
| 4    | Orzeł Międzyrzecz | 10 |   |   |   | 14-29  | 8      | III liga |
| 5    | Lechia Szczecinek | 10 |   |   |   | 10-28  | 4      | III liga |
| 6    | ŁKS Start Łomża   | 10 |   |   |   | 11-33  | 0      | III liga |

## Klasa A - IV poziom rozgrywkowy
| Poz. | Drużyna                    | M  | Z | R | P | Bramki | Punkty |               |
| ---- | -------------------------- | -- | - | - | - | ------ | ------ | ------------- |
| 1    | Społem Bielsk Podlaski (s) | 22 |   |   |   | 57-39  | 29     |               |
| 2    | Ognisko Białystok          | 22 |   |   |   | 44-37  | 29     |               |
| 3    | Skra Czarna Białostocka    | 22 |   |   |   | 62-32  | 28     |               |
| 4    | Gwardia Białystok (s)      | 22 |   |   |   | 52-28  | 27     |               |
| 5    | Jagiellonia Białystok      | 22 |   |   |   | 57-37  | 27     |               |
| 6    | Orzeł Kolno                | 22 |   |   |   | 46-36  | 26     | przegr. baraż |
| 7    | Cresovia Gołdap            | 22 |   |   |   | 58-38  | 25     |               |
| 8    | Wissa Szczuczyn            | 22 |   |   |   | 40-50  | 19     |               |
| 9    | LZS Uhowo                  | 22 |   |   |   | 30-50  | 16     |               |
| 10   | Czarni Olecko              | 22 |   |   |   | 28-54  | 16     |               |
| 11   | ZKS II Zambrów (b)         | 22 |   |   |   | 22-62  | 13     |               |
| 12   | Pogoń II Łapy (b)          | 22 |   |   |   | 18-47  | 9      |               |

- Po sezonie rezerwy ZKS-u oraz Pogoni wycofały się z rozgrywek.
- Zmiana nazwy Tur na Społem Bielsk Podlaski.

Baraże o klasę okręgową
- ZKS Zambrów : Orzeł Kolno 1:3, Orzeł : ZKS 2:6, utrzymał się ZKS.

## Klasa B - V poziom rozgrywkowy
Grupa I
| Poz. | Drużyna                     | M  | Z | R | P | Bramki | Punkty |       |
| ---- | --------------------------- | -- | - | - | - | ------ | ------ | ----- |
| 1    | Mazur II Ełk (s)            | 16 |   |   |   | 59-25  | 24     |       |
| 2    | AKS Augustów (s)            | 16 |   |   |   | 43-21  | 22     |       |
| 3    | Pomorzan Prostki            | 16 |   |   |   | 39-29  | 19     | baraż |
| 4    | Wigry II Suwałki (s)        | 16 |   |   |   | 40-35  | 19     |       |
| 5    | LZS Nowa Wieś               | 16 |   |   |   | 42-33  | 16     |       |
| 6    | LZS Wąsosz                  | 16 |   |   |   | 32-43  | 15     |       |
| 7    | LZS Sejny (b)               | 16 |   |   |   | 41-49  | 14     |       |
| 8    | LKS Augustów (b)            | 16 |   |   |   | 29-48  | 13     |       |
| 9    | LZS Dąbrowa Białostocka (b) | 16 |   |   |   | 19-37  | 2      |       |

- LZS Dąbrowa Białostocka wycofał się po I rundzie, w II rundzie przyznawano walkowery.

Grupa II
| Poz. | Drużyna                     | M  | Z  | R | P  | Bramki | Punkty |       |
| ---- | --------------------------- | -- | -- | - | -- | ------ | ------ | ----- |
| 1    | Gryf Choroszcz              | 16 | 14 | 0 | 2  | 64-19  | 28     |       |
| 2    | Supraślanka Supraśl         | 16 | 13 | 1 | 2  | 69-22  | 27     |       |
| 3    | Włókniarz II Białystok (s)  | 16 | 12 | 1 | 3  | 74-22  | 25     | baraż |
| 4    | LZS POM Smolniki (s)        | 16 | 7  | 2 | 7  | 44-34  | 16     |       |
| 5    | LZS Kuźnica Białostocka (b) | 16 | 6  | 1 | 9  | 36-58  | 13     |       |
| 6    | Skra II Czarna Białostocka  | 16 | 4  | 2 | 10 | 20-37  | 10     |       |
| 7    | Promień Mońki               | 16 | 3  | 2 | 11 | 24-62  | 8      |       |
| 8    | Łoś Wasilków                | 16 | 4  | 0 | 12 | 23-64  | 8      |       |
| 9    | Jasion Jasionówka           | 14 | 3  | 1 | 12 | 20-56  | 7      |       |

- Rezerwy Skry oraz Promień Mońki po sezonie wycofały się z rozgrywek.

Grupa III
| Poz. | Drużyna                 | M  | Z | R | P | Bramki | Punkty |
| ---- | ----------------------- | -- | - | - | - | ------ | ------ |
| 1    | Cresovia Siemiatycze    | 14 |   |   |   | 69-13  | 25     |
| 2    | Husar II Nurzec (s)     | 14 |   |   |   | 64-15  | 22     |
| 3    | LZS Ciechanowiec        | 14 |   |   |   | 45-37  | 18     |
| 4    | LZS Czyżew (b)          | 14 |   |   |   | 47-36  | 16     |
| 5    | Żubr Drohiczyn          | 14 |   |   |   | 22-32  | 13     |
| 6    | Puszcza II Hajnówka (b) | 14 |   |   |   | 33-51  | 8      |
| 7    | LZS Brańsk              | 14 |   |   |   | 17-79  | 4      |
| 8    | Żubr Białowieża         | 14 |   |   |   | 20-23* | 4*     |

- Żubr Białowieża wycofał się po I rundzie, w II rundzie przyznawano walkowery. W tabeli przedstawiono wyniki żubra po I rundzie.
- Rezerwy Puszczy wycofały się z rozgrywek po sezonie.

Baraże do klasy A
W eliminacjach uczestniczą drużyny, które zajęły 3 miejsce w grupach klasy B : LZS Ciechanowiec, Włókniarz II oraz zwycięzca eliminacji Pomorzan Prostki. Później przyznano miejsce w klasie A rezerwom Włókniarza.

## Klasa C (LZS, zwaną także klasą W) - VI poziom rozgrywkowy
- Brak danych co do ilości grup.
- Klasa zamknięta, tylko dla zespołów LZS.
- Centralna Spartakiada wsi, Gołdap (mecz półfinałowy_ - LZS Białystok : LZS Mazowsze 1:3.[1]

## Puchar Polski - rozgrywki okręgowe
- ŁKS Start Łomża : Włókniarz Białystok 3:2